# 暗警
《暗警》（英語：Dark Blue，又名《深藍》）是一部剧情类动作電視劇，於2009年7月15日在TNT首播，2010年9月15日结束。剧情设定在加利福尼亚州洛杉矶市。剧情围绕一个卧底小组的领导Carter Shaw展开。Cater所有的生活都被用来侦破洛杉矶最危险的犯罪事件，这份执着已经毁掉了他的婚姻。他的卧底小组包括刚刚新婚的Ty Curtis，工作和新婚生活上左右为难；Dean Bendis，有时因为做得过火，导致队友们怀疑他已经叛变；初出茅庐的巡警Jaimie Allen，因为她阴暗的过去和犯罪技能而加入卧底工作。
2010年11月16日，TNT在第二季後取消本劇。

## 演員
- 迪倫·麥狄蒙 飾 Lt. Carter Shaw
- 奧瑪瑞·哈威克 飾 Ty Curtis
- 羅根·馬歇爾-格林 飾 Dean Bendis
- 尼基·艾考克斯（英语：Nicki Aycox） 飾 Jaimie Allen
- 翠西亞·海爾弗 飾 FBI特別探員Alex Rice（第2季）